# Phare de Capo Cefalù
Le phare de Capo Cefalù (en italien :Faro di Capo Cefalù) est un phare situé sur le promontoire de Capo Cefalù, dans la commune de Cefalù en mer Tyrrhénienne, dans la Province de Palerme (Sicile), en Italie.

## Histoire
Le phare, construit en 1900, à l'est de Cefalù et a été électrifié en 1930. Le phare est entièrement automatisé et géré par la Marina Militare.

## Description
Le phare  se compose d'une tour octogonale en pierre de 26 m de haut, avec galerie et lanterne sur une maison de gardiens de deux étages. Le bâtiment est non peint et le dôme de la lanterne est gris métallisé. Il émet, à une hauteur focale de 80 m, un bref éclat blanc toutes les 5 secondes. Sa portée est de 25 milles nautiques (environ 46 km) pour le feu blanc et 18 milles nautiques pour le feu de réserve.
Identifiant : ARLHS : ITA-008 ; EF-3261 - Amirauté : E2036 - NGA : 9860 .

## Caractéristiques dufeu maritime
Fréquence : 5 secondes (W)
- Lumière : 0,2 seconde
- Obscurité : 4,8 secondes

|          |
| Le phare |

|          |
| Le phare |

### Lien connexe
- Liste des phares de la Sicile